# Carl-Erik Stockenberg
Carl-Erik Lennart Stockenberg, más conocido como Carl-Erik Stockenberg (Norra Åsum, 11 de junio de 1925 - Eskilstuna, 30 de junio de 1985) fue un jugador de balonmano sueco. Fue un componente de la Selección de balonmano de Suecia.
Con la selección ganó la medalla de oro en el Campeonato Mundial de Balonmano Masculino de 1954.

## Palmarés

### Kristianstad
- Liga sueca de balonmano masculino (3): 1948, 1952, 1953

## Clubes
- IFK Kristianstad (1944-1956)
- IFK Borås (1956-1957)
- IF Guif (1957-1967)